# Tanganoides harveyi
Tanganoides harveyi là một loài nhện trong họ Amphinectidae. Loài này phân bố ở Victoria.